# Iglesia de Santa María la Mayor de Sargentes de la Lora
La iglesia de Santa María la Mayor de Sargentes de la Lora es un templo renacentista con una única nave y capilla lateral, con arcos estrellados de piedra y destaca una bóveda gótica. La portada también es renacentista y el ábside rectangular con contrafuertes. La torre es alta, con un total de 16 vanos, y en las maderas superiores del campanario hay un grafiti escrito tras la restauración de la torre: 'SE RENOVO ESTA CUBIERTA EN EL AÑO 2006 / ENTEJARON GRATIS CRISTINA, PACO Y JOAQUIN / ¡BENDITO Y ALABADO SEA DIOS Y LA VIRGEN DE LAS NIEVES!

## Torre Campanario
La torre es cuadrangular, con un acceso sencillo y escaleras en buen estado.
Posee un total de 4 campanas, todas ellas restauradas en 2023 por la empresa Comercial Latorre. Actualmente poseen yugos de madera algo finos, dejando así a las campanas descompensadas y con difucultad para el volteo.
EMULADOR

### CAMPANAS
Campanillo
FOTOGRAFÍA:

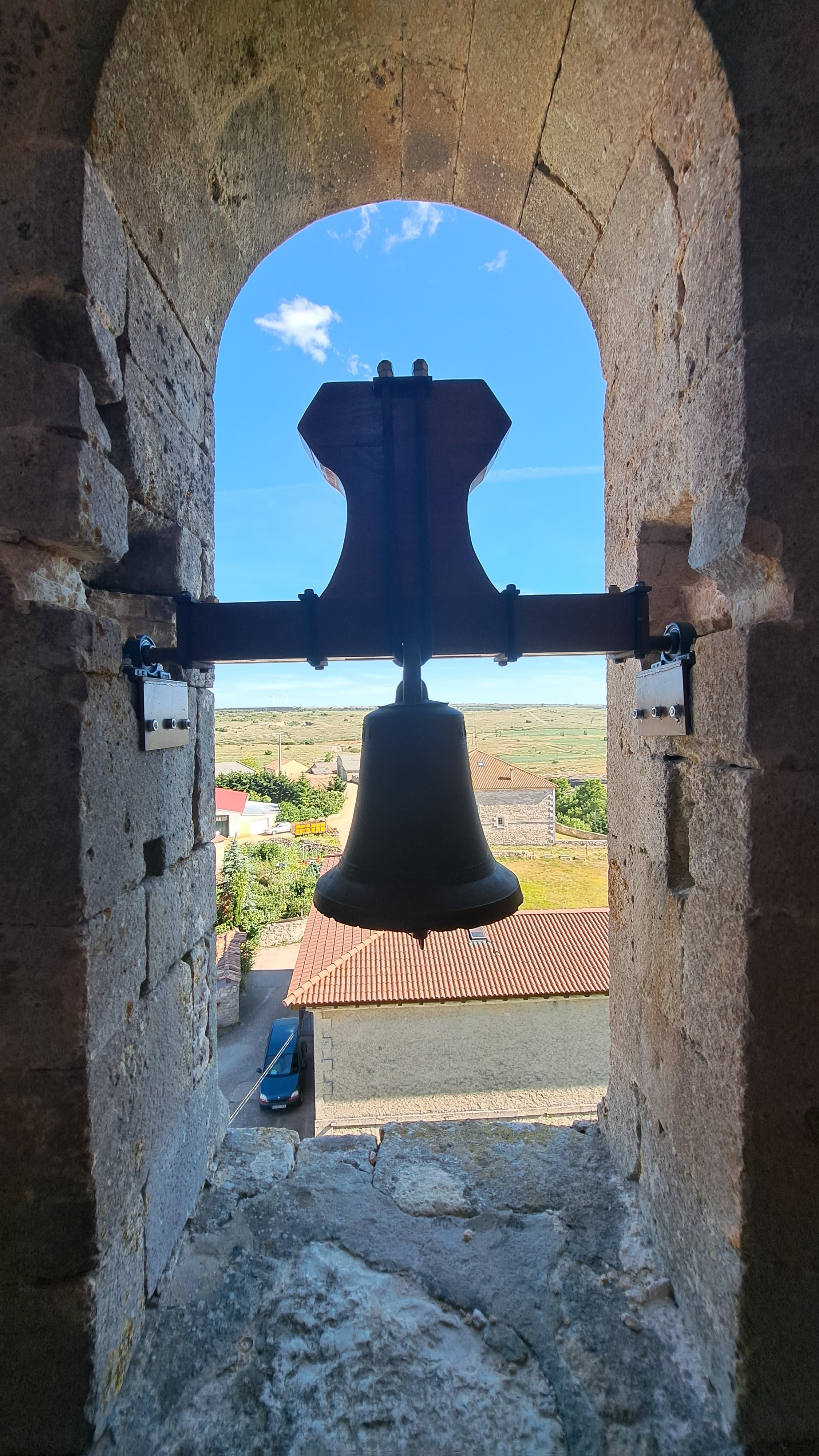
Campanillo 1 SARGENTES DE LA LORA

La campana tiene un pequeño tamaño y suena algo seca. Posee un yugo de madera y badajo con seguridad.
AÑO DE FUNDICIÓN: 1668
TERCIO: 2 cordones // IHS  M A R I A  1668 // 2 cordones
MEDIO: Cruz (12)
MEDIO PIE: 3 cordones

Esquilón
FOTOGRAFÍA: 

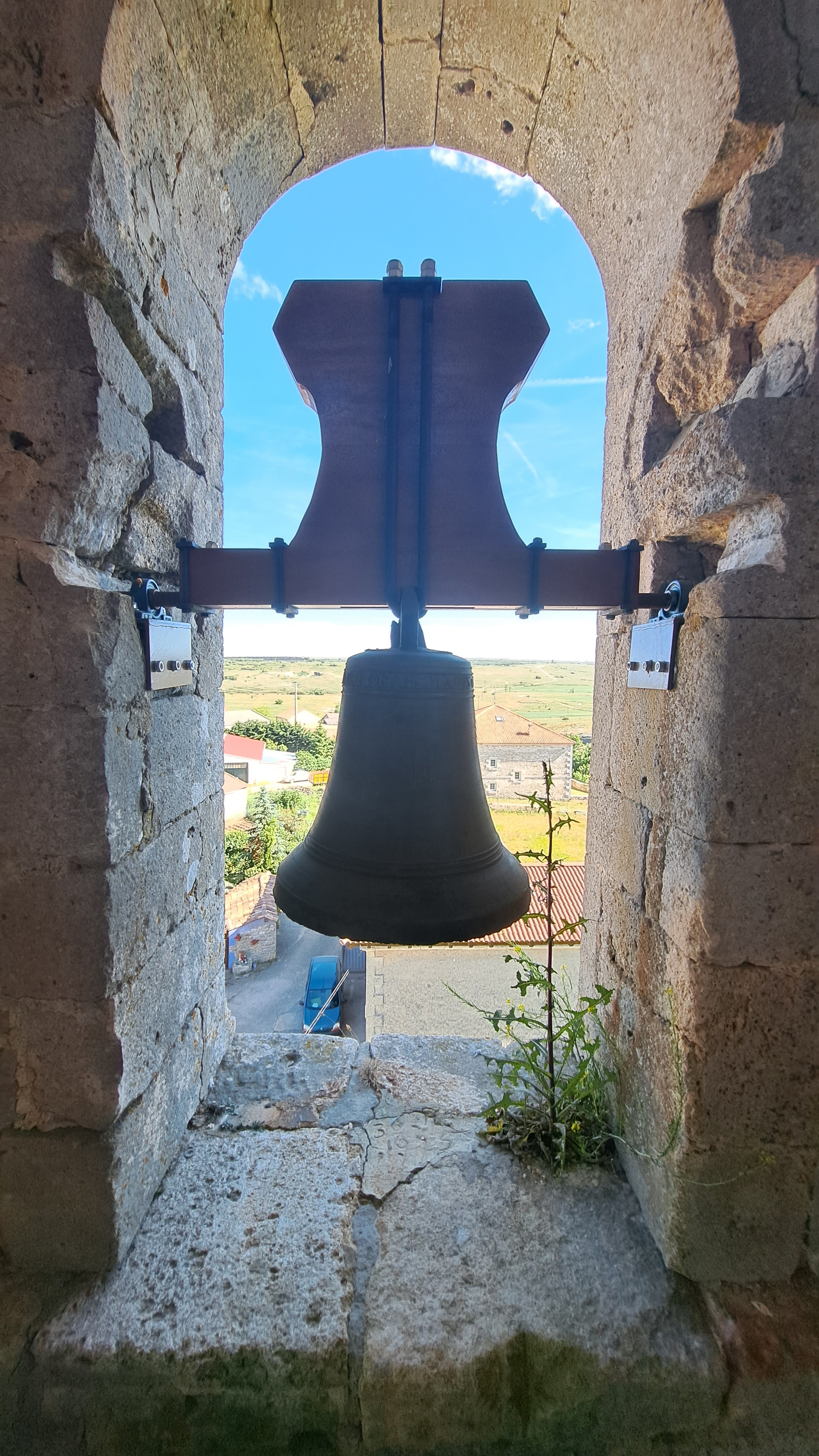
Esquilon 2 SARGENTES DE LA LORA

La campana suena algo seca. Posee un yugo de madera y badajo con seguridad.
AÑO DE FUNDICIÓN: 1669
TERCIO: 2 cordones // SANTA COLVNBA ORAPRONOBIS ANNO 1689 // 2 cordones
MEDIO: Cruz (12)
MEDIO PIE: 3 cordones

Campana menor
FOTOGRAFÍA:

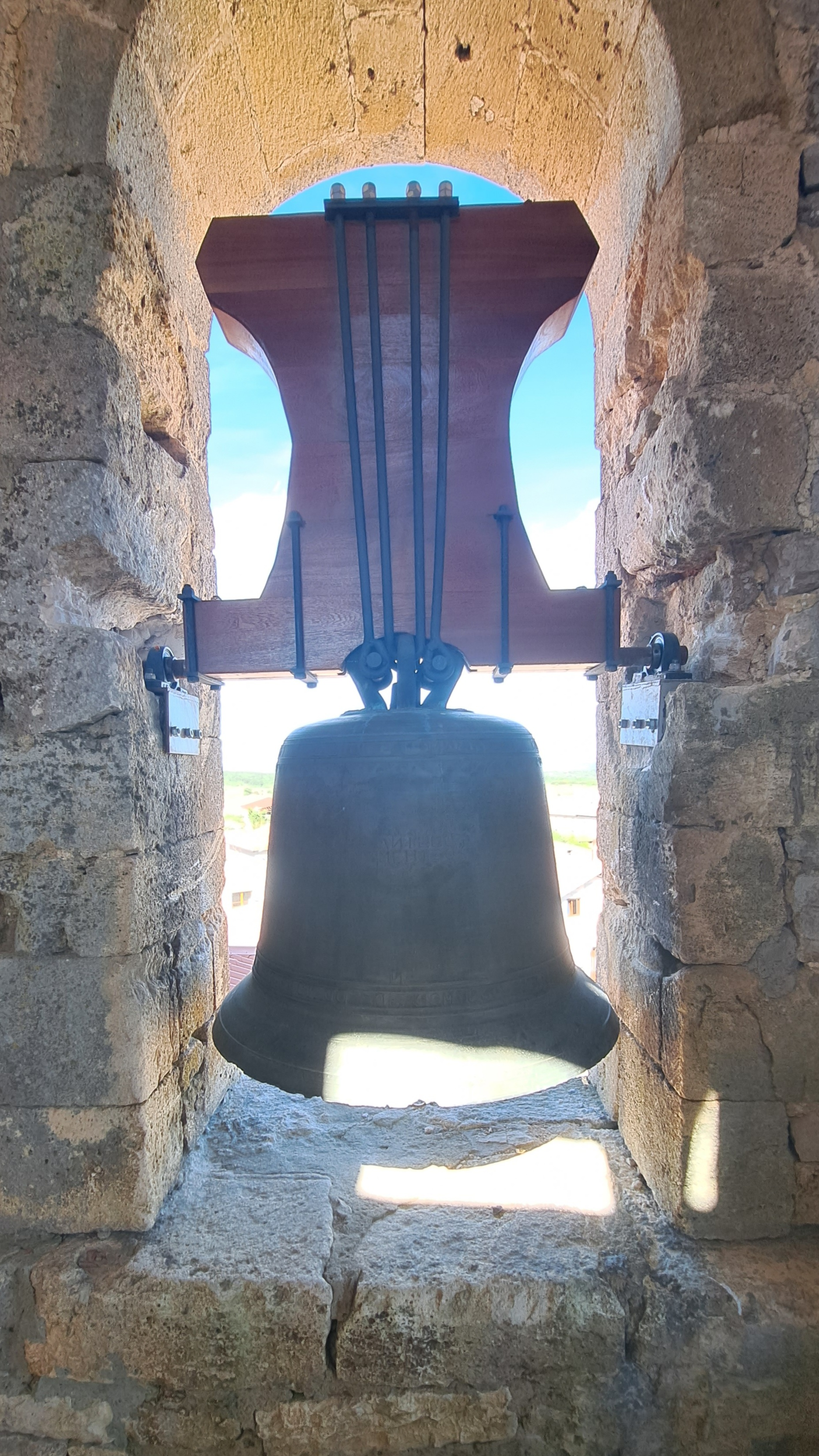
Campana menor 3 SARGENTES DE LA LORA

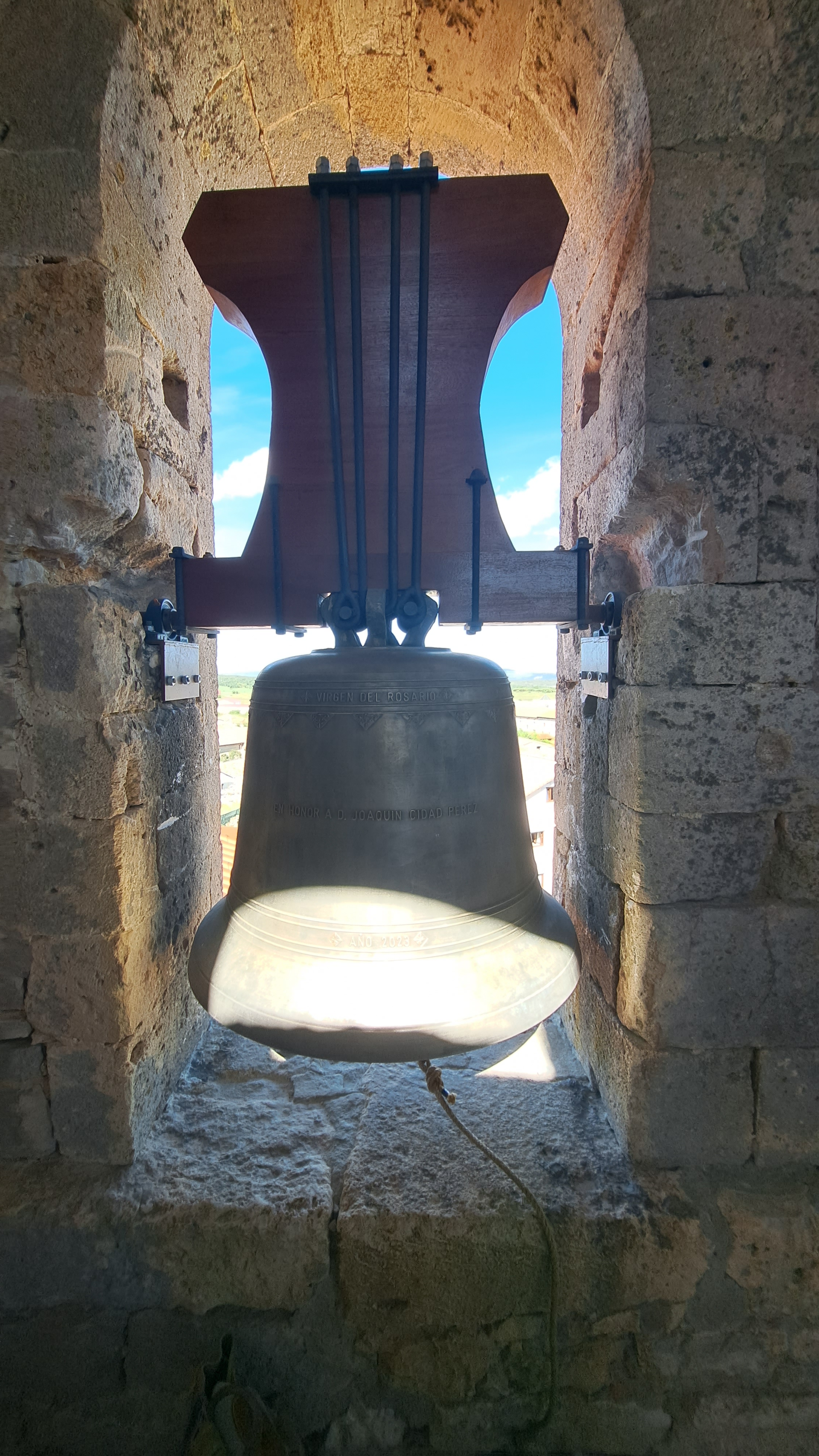
Campana de misa 4 SARGENTES DE LA LORA

La campana es de gran tamaño y tiene una preciosa sonoridad.
AÑO DE FUNDICIÓN: 1799
FUNDIDOR: Anillo (MERUELO)
TERCIO: 2 cordones // IHS MARIA Y JOSEPH SANTA MARIA ORA PRO NOBIS // 2 cordones
MEDIO: Cruz (12), 'ANILLO MEHIZO' (06)
MEDIO PIE: 2 cordones // HIZO SIENDO CVRA BENEFICIADO DN DOMINGO PEREZ MERINO ANO DE 1799 // 2 cordones

Campana de misa
FOTOGRAFÍA:
La campana es de gran tamaño y tiene una preciosa sonoridad. Pese a tener el sello de Comercial Latorre, sin duda se trata de un ejemplar de Abel Portilla
AÑO DE FUNDICIÓN: 2023
FUNDIDOR: Abel Portilla
TERCIO: 2 cordones // VIRGEN DEL ROSARIO // 2 cordones
MEDIO: Cruz (12), 'EN HONOR A D JOAQUIN CIDAD PEREZ' (06)
MEDIO PIE: 2 cordones // AÑO 2023 // 2 cordones

### TOQUES ACTUALES DE CAMPANAS
-Llamadas a misa desde pie de torre con la campana mayor.
-Volteos en fiestas
-Repiques en fiestas